# مارکوس فریرا خاویر
مارکوس فریرا خاویر (انگلیسی: Marcos Ferreira Xavier؛ زادهٔ ۱۸ فوریهٔ ۱۹۸۲) بازیکن فوتبال اهل برزیل است.
از باشگاه‌هایی که در آن بازی کرده است می‌توان به باشگاه فوتبال کاروان و باشگاه فوتبال نفتچی باکو اشاره کرد.
وی همچنین در تیم ملی فوتبال جمهوری آذربایجان بازی کرده است.